# 封神榜传奇
《封神榜传奇》是1999年由上海美术电影制片厂制作的中国第一部运用数字化电脑技术的全100集电视动画片，每集11分钟左右，取材于许仲琳所著名的神魔小说《封神演义》，由王大为、李绍然编剧，王根发等导演。该片自1997年开始筹备，于1999年7月完成了上半部50集的制作并首播，制作单位将其目标观众的年龄定位于5至20岁。
本片荣获“金鹰艺术节”最佳卡通巨片奖与最佳场景设计奖。

## 制作人员
- 出品人：金国平、周澍钢
- 艺术顾问：钱运达
- 编剧：王大为
- 导演：王根发
- 执导：顾青
- 人物设计：陈联运
- 背景设计：俞臻彦
- 动作设计：胡锦平、殷冬梅、晓华、张明达
- 绘景：俞臻彦、张薇
- 作曲：郑方
- 录音：虞妙英
- 混录：吴岱德
- 剪辑：龚黎民
- 效果：白伟民
- 配音导演：武向彤
- 制片：陈智辉
- 统筹：朱毓平、王海帆
- 监制：陈桂宝、陈文
- 摄制出品：上海动画影视（集团）公司、上海美术电影制片厂、上海有线电视台

## 主题歌
《传说》
作词：袁怡玉／作曲：郑方／演唱：罗雨、霍永刚

## 各集标题

### 金刚哪吒
1. 横空出世
2. 灵珠风暴
3. 陈塘悲歌
4. 重铸我躯
5. 情深谊长
6. 骨肉团聚
7. 身世之谜
8. 桃花遭劫
9. 勇闯魔洞
10. 误入冰窟
11. 力战群魔
12. 冲出冰洞
13. 哪吒脱险
14. 潜入水牢
15. 降伏石矶

### 姜子牙出山
1. 姜子牙下山
2. 智擒琵琶精
3. 西岐献白猿
4. 太颠救姬昌
5. 千里寻子牙
6. 西伯侯拜相

### 黄飞虎反商
1. 妖姬显原形
2. 妲己耍阴谋
3. 贾氏遭毒手
4. 黄夫人遇难
5. 飞虎投西歧
6. 龙环战张凤
7. 冲出潼关城
8. 老铁牛显威
9. 黄飞虎被擒
10. 大宝救飞虎
11. 群英归西歧

### 冰雪冻岐山
1. 姬乾骄兵败
2. 桃花施妙计
3. 哪吒被俘
4. 剿灭李兴霸
5. 三道魔发威
6. 子牙伏游魂
7. 绿游魂出击
8. 大破豆子兵
9. 蓝游魂发威
10. 哪吒上冰山
11. 冰山采雪莲
12. 白云送游魂
13. 请出魔家将
14. 力擒魔里寿
15. 大战魔家将
16. 无敌二郎神
17. 真假魔里红
18. 冰雪封歧山

### 闻太师出征
1. 闻太师出征
2. 姬发拒姚双
3. 姜子牙遇剌
4. 财神爷下山
5. 金童显神通
6. 误中连环计
7. 金童儿发威
8. 猪怪假投商
9. 龙吉探月老
10. 二郎神中计
11. 朱自贞被俘
12. 力斩母夜叉
13. 子牙施妙计
14. 姚天君诈钱
15. 杨戬战幻影
16. 智取董天君
17. 救活魔里红
18. 姬发中符咒
19. 杨戬斗妖道
20. 声纳伏幻影
21. 真假二郎神
22. 闻太师解甲

### 战地结姻缘
1. 行孙遇婵玉
2. 邓婵玉筹款
3. 邓九公出征
4. 土行孙逞能
5. 多情土行孙
6. 九公投西歧
7. 凌霄战杨戬
8. 哼哈战行孙
9. 姜子牙中计
10. 龙吉展神威
11. 战火炼真情
12. 龙洪结良缘
13. 朱自贞归西
14. 邓婵玉救夫
15. 杨戬斗孔宣
16. 破译乾坤篓
17. 奋战毒蜂窝
18. 大破金鸡岭

### 火烧摘星楼
1. 闻仲再出山
2. 花仙子查凶
3. 金圣母布阵
4. 老子破金门
5. 智取申公豹
6. 英魂洒潼关
7. 火烧绝龙岭
8. 孟津大会师
9. 兵临朝歌城
10. 火烧摘星楼